# Nà Tấu
Nà Tấu là một xã thuộc thành phố Điện Biên Phủ, tỉnh Điện Biên, Việt Nam.

## Địa lý
Xã Nà Tấu nằm ở phía bắc thành phố Điện Biên Phủ, có vị trí địa lý:
- Phía đông giáp huyện Mường Ảng
- Phía tây giáp huyện Điện Biên và xã Nà Nhạn
- Phía nam giáp xã Mường Phăng
- Phía bắc giáp huyện Mường Chà.

Xã Nà Tấu có diện tích 74,64 km², dân số năm 2022 là 6.333 người,  mật độ dân số đạt 84 người/km².

## Hành chính
Xã Nà Tấu được chia thành 16 bản.

## Lịch sử
Trước đây, Nà Tấu là một xã thuộc huyện Điện Biên.
Ngày 6 tháng 6 năm 2005, thành lập xã Nà Nhạn trên cơ sở 7.681 ha diện tích tự nhiên và 3.797 người của xã Nà Tấu.
Sau khi điều chỉnh địa giới hành chính, xã Nà Tấu còn lại 7.429 ha diện tích tự nhiên và 5.017 người.
Ngày 10 tháng 7 năm 2019, HĐND tỉnh Điện Biên ban hành Nghị quyết số 116/NQ-HĐND về việc:
- Thành lập Bản Hua Rốm trên cơ sở bản Hua Rốm 1 và bản Hua Rốm 2.
- Thành lập Bản Tà Cáng trên cơ sở 3 bản: Tà Cáng 1, Tà Cáng 2, Tà Cáng 3.
- Sáp nhập bản Co Đứa vào bản Phiêng Ban.
- Sáp nhập bản Co Sáng vào bản Nà Láo.
- Thành lập Bản Xôm trên cơ sở Bản Xôm 1 và Bản Xôm 2.
- Thành lập bản Nà Cái trên cơ sở bản Nà Cái 1 và bản Nà Cái 2.
- Thành lập Bản Cang trên cơ sở Bản Cang 1 và Bản Cang 2.
- Thành lập bản Nà Luống trên cơ sở 3 bản: Nà Luống 1, Nà Luống 2, Nà Luống 3.
- Thành lập bản Hồng Líu trên cơ sở bản Hồng Líu 1 và bản Hồng Líu 2.
- Sáp nhập bản Khua Pén và bản Nà Tấu 2 vào bản Nà Tấu 1.
- Thành lập bản Nà Tấu 2 trên cơ sở bản Nà Tấu 3 và bản Nà Tấu 6.
- Thành lập bản Nà Tấu 3 trên cơ sở bản Nà Tấu 4 và bản Nà Tấu 5.
- Thành lập bản Trung Tâm trên cơ sở bản Trung Tâm 1 và bản Trung Tâm 2.

Ngày 21 tháng 11 năm 2019, Ủy ban thường vụ Quốc hội ban hành Nghị quyết 815/NQ-UBTVQH14 về việc sắp xếp các đơn vị hành chính cấp huyện, cấp xã thuộc tỉnh Điện Biên (nghị quyết có hiệu lực từ ngày 1 tháng 1 năm 2020). Theo đó, sáp nhập toàn bộ diện tích và dân số của xã Nà Tấu vào thành phố Điện Biên Phủ.